# Stick and Poke

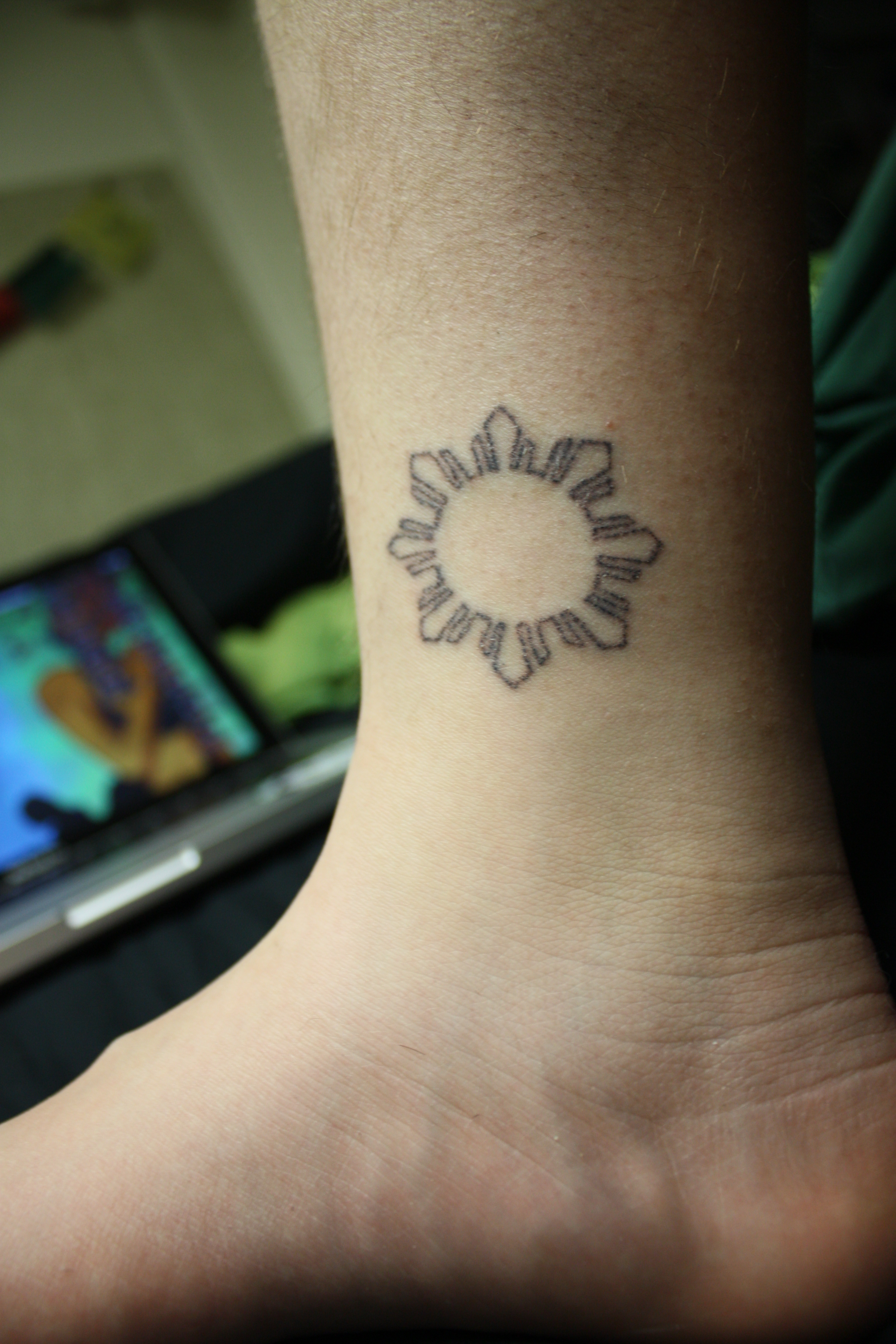
Stick-and-poke-Tattoo (Philippine Sun)

Die Einnadeltechnik (auch Stick and Poke genannt) ist die älteste bekannte Tätowiertechnik und eine der einfachsten, schnellsten und weitverbreitetsten Techniken. Sie wird verwendet, um einfache und stilisierte Designs in die Haut zu tätowieren.
Die handgestochenen (hand-poked) Tätowierungen können als Punktarbeit definiert werden. Eine handgestylte Tätowierung wird durch eine signifikante Anhäufung von Punkten, die Designs, Formen und Linien schaffen, angefertigt, während Tiefe, Details und Schatten durch Dichte und Größe der Punkte erreicht werden. Die Farbe wird mittels einer oder mehrerer Metallnadeln in die zweite Hautschicht eingearbeitet.
Vor der Erfindung der Tätowiermaschine  war dies die einzig mögliche Art des Tätowierens.

## Geschichte
Stick and Poke ist die älteste bekannte Form des Tätowierens. Seit wann sie angewendet wurde, ist unklar. Jedoch ist die älteste bislang gefundene Tätowierung auf der Haut der Gletschermumie Ötzi entdeckt worden (Mumie gefunden 1991, deren Todeszeitpunkt mittels der Radiokohlenstoffdatierung auf 3258 ±89 v. Chr. bestimmt).
Die Einnadeltechnik stammt vermutlich aus dem Alten Ägypten. Auf den Händen von Mumien wurden bereits Tätowierungen dieser Technik entdeckt. Auch in anderen Teilen der Welt waren diese Tätowierungen verbreitet. Mittels Naturmaterialien, wie Bambusnadeln, konnten diese unter die Haut gestochen werden.
Bis zum 4. Jahrtausend v. Chr. fanden diese Tätowierwerkzeuge weite Verbreitung, vor allem in Asien, Frankreich, Skandinavien und Portugal. Im sich entwickelnden Christentum wurde die Nadeltechnik vielerorts als unrein betrachtet, sodass sie bei einigen Völkern als „barbarische Tradition“ eingestuft wurde. Mit der Kolonialisierung und der Verbreitung der westlichen Lebensweise wurden in den Kolonialgebieten auch die meisten traditionellen Arten des Tätowierens vernichtet.
Ab diesem Zeitpunkt wurden Tätowierungen als Klassen-Symbol, besonders bei Matrosen und Arbeitern, verwendet. Bereits in altägyptischen und indischen Kulturen wurden sie als Statusmarken in der Gesellschaft gezählt.

### Moderner Hintergrund
Im 21. Jahrhundert überholt die Einnadeltechnik mittlerweile die gewöhnliche Technik mit der Tätowiermaschine. Nicht nur, dass diese Technik in vielen Tattoo-Studios ihren Platz findet: Durch einfache Stick-and-poke-Kits, die überall erhältlich sind, hat jede/jeder die Möglichkeit, sich selbst zu tätowieren. In diesem Kontext werden jedoch häufig die notwendigsten Hygienemaßnahmen nicht eingehalten. Dadurch können langfristige Schäden entstehen.

## Verwandte Techniken
Neben der modernen Einnadeltechnik, die sowohl in der DIY-Variante als auch in der professionellen Tattoo-Studio-Version für den Nutzer zu haben ist, ist die Stick-and-Poke-Kunst in vielen Kulturen und Bereichen der Erde eine weitere verwandte Technik.

### Sak Yan oder Sak Yant Tattoos
Die Begriffe „Sak“ und „Yan“ stammen aus dem Thailändischen. Sie bedeuten zusammen so viel wie „auf tippen“. Geometrische Designs, Formen sowie Gesänge, die eine magische oder spirituelle Bedeutung haben, sind Motive dieser Tätowierungen. Die Zeichnungen sind Symbole, die Konzentration ausdrücken oder das Leben der tätowierten Person beeinflussen. Die Thai-Tattoos sind nur dann wertvoll, solang man an ihre Macht glaubt. Man geht davon aus, dass die alten Tätowierungen nur von Mönchen mittels Bambusnadeln angefertigt wurden. Heute werden sie durch Metallnadeln ersetzt.

### Hand-poke Filipino Batok Tattoos der Kalinga
Diese Tätowiertechnik ist die traditionelle Art des Tappings, das Hämmern der Tinte in die Haut.
Als Werkzeug dient ein Lindenzweig, der an einem Bambusstock befestigt wird. Dieser Stab wird in die Tinte, in diesem Fall nasse Holzkohle, getaucht. Als Symbole werden einfache Naturszenen tätowiert. Außerdem werden traditionelle Symbole zum Schutz vor feindlichen Geistern verwendet.
Die Methode ist sehr schmerzhaft und langwierig. Es kann Monate dauern, bis eine Tätowierung fertig ist, da der Schmerz nur sehr kurz zu ertragen ist.

### Japanisches Hand-poke: Tebori
Tebori ist das japanische Äquivalent zur Hand-poke-Technik. Besonderheiten dieser Tätowierungen sind die Verwendung sehr heller Farben und großen Designs. Im modernen Japan ist diese Tätowiertechnik in der Mafiawelt der Yakuza vertreten. Die spezifischen Fähigkeiten, die Art der Schattierungen und Techniken erfordern einen hohen Lernaufwand.